# Shinnok
Shinnok est un personnage fictif de la série de jeu de combat Mortal Kombat. Il apparaît pour la première fois en 1997 dans Mortal Kombat Mythologies: Sub-Zero en tant que boss non jouable. Il est de nouveau présent la même année dans le casting de Mortal Kombat 4 et en tant que personnage jouable. Il fait une apparition caméo dans le reboot sorti en 2011 puis revient dans la liste des personnages jouables dans Mortal Kombat X. Shinnok est également présenté dans la bande annonce officielle du prologue de l'histoire de Mortal Kombat 11.
Shinnok est présent dans le film Mortal Kombat : Destruction finale sorti en 1997, il est interprété par l'acteur allemand Reiner Schöne. Le personnage est très différent des jeux, où dans le film Shinnok possède une apparence humaine normale et est vêtu d'une longue robe noire à capuche et de longs cheveux blonds jusqu'au cou. Il n'a pas de scènes de combat et est banni de Netherealm par les Dieux Anciens après avoir tenté de s'immiscer dans la bataille finale entre Shao Kahn et Liu Kang.

## Apparitions
Shinnok est introduit dans la série en 1995 dans Ultimate Mortal Kombat 3, tout d'abord dans la biographie de Noob Saibot en tant qu'anonyme « Dieu ancien déchu maléfique et mystérieux » qui est vénéré par une faction appelée la « Confrérie de l'Ombre », puis identifié par son nom dans sa séquence de fin. Dans le générique de fin de Mileena dans Mortal Kombat Trilogy, Shinnok est mentionné pour avoir permis à l'âme de Mileena de renaître dans le monde extérieur en acceptant de le servir.
Shinnok fait sa première apparition officielle en tant que dernier boss dans Mortal Kombat Mythologies: Sub-Zero paru en 1997, où le jeu se situe chronologiquement avant les évènements du premier Mortal Kombat,,. Son histoire est approfondie en tant qu'Ancien Dieu disgracié, expulsé du Paradis après avoir commis des crimes contre ses pairs. Il a pour ambition de régner sur Earthrealm à l'aide d'un immense pouvoir acquis par la création d'une amulette magique, mais entre en conflit avec le protecteur d'Earthrealm, le Dieu de la foudre Raiden. Shinnok est vaincu après des siècles de guerre qui anéantit presque le royaume, il est ensuite dépouillé de son amulette et se fait bannir de Netherealm. 
Le sorcier Quan Chi aide Shinnok à vaincre le dirigeant de Netherealm, Lucifer, mais à condition de gouverner à ses côtés. Shinnok assemble un culte fanatique appelé la « Confrérie de l'Ombre », qui rassemble les meilleurs guerriers de NetherRealm. Quan Chi engage Sub-Zero, membre du clan Lin Kuei, pour retrouver l'amulette perdue, une tâche qu'il accomplit. Quan Chi présente l'objet à Shinnok, qui ignore qu'il s'agissait d'un doublon sans signification, tandis que Quan Chi conservait secrètement l'original. Sub-Zero vainc Quan Chi et Shinnok au combat, les envoyant tous les deux en exil, puis s'empare de la fausse amulette et la remet à Raiden lors de la cinématique de fin.
Shinnok est le principal personnage de Mortal Kombat 4 où il apparaît à la fois en tant que personnage jouable mais aussi en tant que dernier boss. Dans l'histoire, il envahit et annexe le royaume d'Edenia avec l'aide des forces de Quan Chi et de Tanya. Il déclare ensuite la guerre aux Dieux Anciens, en particulier à Raiden pour sa punition, mais sa mission échoue après avoir été vaincu par Liu Kang.